# オグショー
株式会社オグショーは、静岡県浜松市中央区に本社を置くトランスポーター内装の設計・施工・販売などを行う企業である。

## 沿革
- 1991年 - 「FRP88ベッドキット」の発売を機に起業
- 1992年 - キャンピングカーショップの一室から独立し、日本初のトランポ専門店としてオグショー創業。FRP88ベッドキットの廉価格「木製88ベッドキット」誕生
- 1994年 - 新店舗をオープン。3種目のベッドキット「フラットベッドキット」誕生。
- 1998年 - 有限会社オグショーに改組
- 2001年 - 工場長が独立し、九州に「オグショー827」を創業
- 2002年 - 自社工場建設。現在の浜松市東区（当時）下石田町に移転
- 2004年 - ネット通販部門を「有限会社WebOGUshow」として分社創業
- 2005年 - 中古車部門を「有限会社オグショーユーズドショップ」として分社創業
- 2007年 - オグショーライセンス契約店「オグショー愛知」創業
- 2011年 - オグショーで製造する日産自動車E25キャラバン特別仕様車「トランスポーターベース車」発売
- 2012年 - 創立20周年。東京オートサロン2012に出展。脚なしベッドキット・OG-FWシート発表。日産自動車NV350キャラバンのモデルチェンジを機に、NV350キャラバントランスポーターベース車内装施工メーカーとなる。店舗イベント「道の駅オグショー 2012」を開催
- 2013年 - 従来のベッドキットでは成し得なかった強度や機能性能を高めた製品「脚なし2段ベッド」・「脚無しダブルフリップベッド」・「OG-FWシート」を製品化。東京オートサロン2013に出展。店舗イベント「道の駅オグショー 2013」を開催
- 2014年 - 東京オートサロン2014に出展。店舗イベント「道の駅オグショー 2014」を開催
- 2015年 - 店舗イベント「道の駅オグショー」をキャンプ場ならここの里に移して「道の駅オグショー 2015 in ならここの里〜大キャンプ大会〜」として開催
- 2016年 - 東京オートサロン2016に出展。「道の駅オグショー 2016 in ならここの里〜大キャンプ大会〜」を開催
- 2017年 - 自社イベント「道の駅オグショー」の内容を体験型のイベントに変更し、新たに「OGUshow Tranpo Park 2017」として開催。東京オートサロン2017に出展
- 2018年 - 本社とは別の製造工場「豊町工場」が場所を移転して浜松市東区（当時）上石田町で「上石田工場」として稼働開始。東京オートサロン2018に出展
- 2024年 - 12月1日に有限会社オグショー、有限会社ウェブオグショー、株式会社スプラウトが合併し、「株式会社オグショー」として新たな体制で運営を開始